# Gaspare Giudice
Gaspare Giudice (Canicattì, 4 marzo 1943 – Palermo, 28 aprile 2009) è stato un politico italiano.

## Biografia
Direttore di banca, nel 1995 fu chiamato da Gianfranco Micciché per organizzare Forza Italia in Sicilia. Esponente di spicco del partito azzurro da quel momento, nella XIII Legislatura è approdato per la prima volta alla Camera dei deputati dopo una candidatura per Forza Italia nel collegio maggioritario di Bagheria, assumendo l'incarico di componente della Commissione Agricoltura. Confermato nella legislatura successiva nel collegio di Palermo-Villagrazia, sempre per F.I., con un collegamento alla lista civetta Abolizione dello scorporo, è stato nominato componente della Commissione Bilancio e della Commissione consultiva sulla riforma amministrativa.
Riconfermato alla Camera nella XV Legislatura, in questo caso in virtù di una candidatura nella lista di Forza Italia nella circoscrizione Sicilia 1, è stato nominato vicepresidente del Comitato per la legislazione e componente delle Commissioni Bilancio e Semplificazione della legislazione. Sarà riconfermato alle elezioni politiche del 2008.

## Controversie
È stato accusato di associazione mafiosa, bancarotta fraudolenta, riciclaggio ed estorsione, reati per i quali la Procura della Repubblica ha chiesto l'arresto ma la misura cautelare non è stata autorizzata dalla Camera dei deputati, che ha negato alla magistratura anche l'uso delle intercettazioni sul telefonino del parlamentare.. Giudice è stato infine assolto definitivamente, perché il fatto non sussiste per i reati di partecipazione a Cosa nostra, bancarotta e riciclaggio. Prescritta l'accusa di avere favorito Cosa nostra e una delle accuse di bancarotta. Poco dopo muore prematuramente.